# Comendador
Comendador is een stad en gemeente in het westen van de Dominicaanse Republiek, vlak bij de grens met Haïti. Het is de hoofdstad van de provincie Elías Piña. De gemeente heeft zo'n 26.000 inwoners. In Comendador bevindt zich het gelijknamige beschermd natuurgebied van 305km², IUCN-categorie II, nationaal park. 
Bij Comendador bevindt zich een grensovergang naar Belladère in Haïti.

## Bestuurlijke indeling
De gemeente bestaat uit drie gemeentedistricten (distrito municipal):
Comendador, Guayabo en Sabana Larga.
- Library of Congress Control Number: n98036176
- Nationale Bibliotheek van Israël: 987007535871905171
- Virtual International Authority File: 131527309

Azua · Bajos de Haina · Baní · Barahona · Boca Chica · Bonao · Comendador · Cotuí · Dajabón · El Seibo · Hato Mayor · Higüey · Jimaní · La Romana · La Vega · Los Alcarrizos · Mao · Moca · Monte Cristi · Monte Plata · Nagua · Neiba · Pedernales · Puerto Plata · Sabaneta · Salcedo · Samaná · San Cristóbal · San Francisco de Macorís · San José de Ocoa · San Juan · San Pedro de Macorís · Santiago · Santo Domingo de Guzmán · Santo Domingo Este · Santo Domingo Norte · Santo Domingo Oeste